# Midamerican Energy
Midamerican Energy Company, av företaget skrivet MidAmerican Energy Company, är ett amerikanskt energiföretag som producerar och säljer elektricitet till fler än 1,6 miljoner kunder i Illinois, Iowa, Nebraska och South Dakota. För 2022 hade företaget en kapacitet att producera omkring 14 796 megawatt (MW) elektricitet. Det är ett dotterbolag till förvaltningsbolaget Berkshire Hathaway Energy.
Företaget äger 25% av kärnkraftverket Quad Cities Nuclear Generating Station i Rock Island County i Illinois.

## Historik
Midamerican grundades den 1 juli 1995 efter en fusion mellan Iowa-Illinois Gas and Electric Company, Midwest Power Systems och Midwest Resources. I oktober 1999 rapporterades det om att Berkshire Hathaway-ledd investeringsgrupp hade för avsikt att köpa Midamericans förvaltningsbolag MHC för 2,05 miljarder dollar, vilket slutfördes den 14 mars 2000.